# The Illustrated Man (filme)
The Illustrated Man (bra: Uma Sombra Passou por Aqui; prt: O Homem Tatuado) é um filme norte-americano de 1969 dirigido por Jack Smight e estrelado por Rod Steiger e Claire Bloom, o filme é baseado em três contos da coleção de 1951 de um livro homônimo de Ray Bradbury: "The Veldt", "The Long Rain", e "The Last Night of the World".

## Sinopse
Situado nas estradas secundárias da América, o filme conta três histórias de Bradbury definidas no futuro, com Rod Steiger como um homem chamado Carl contando contos de algumas das tatuagens que ele tem em seu corpo. As histórias são sobre a realidade virtual (The Veldt), um planeta misterioso (The Long Rain)  e o fim do mundo (The Last Night of the World). Carl é acompanhado por um cão e encontra um viajante que escuta seus contos. O prólogo conta como Carl chegou a ser tatuado depois ele encontrou uma mulher misteriosa chamada Felicia (Claire Bloom) em uma fazenda remota.

## Elenco
- Rod Steiger ... Carl
- Claire Bloom ... Felicia
- Robert Drivas ... Willie
- Don Dubbins ... Pickard
- Jason Evers ... Simmons
- Tim Weldon ... John
- Christine Matchett ... Anna

## Produção
The Illustrated Man compreende três contos de ficção científica de Ray Bradbury da sua coleção de mesmo nome. Howard B. Kreitsek escreveu o roteiro, que englobava as histórias "The Veldt", "The Long Rain", e "The Last Night of the World", Jack Smight dirigiu o filme. Bradbury não foi consultado para a adaptação. O autor vendeu os direitos da história para o filme em dezembro de 1967 por $85,000, mas ele não vendeu os direitos do filme.[carece de fontes?] Desde a coleção que incluiu dezoito contos, Smight escolheu três histórias e usou o espetáculo de aberração do carnival que apareceu no prólogo da coleção e epílogo como narrativa principal do filme. Como a aberração, o diretor lançou Rod Steiger, que ele havia conhecido desde a década de 1950. A original classificação da MPAA do filme foi "M" (sugerido para audiências maduras).

## Recepção
The Illustrated Man foi considerado um fracasso crítico e financeiro. Time escreveu: "A responsabilidade pelo fracasso de The Illustrated Man deve descansar com o diretor Jack Smight. Ele cometeu todos os erros possíveis de estilo e bom gosto, incluindo a falha imperdoável de deixar Steiger mastigar cada pedaço de cenário à vista.
Vincent Canby do The New York Times escreveu: "O roteiro de Mr. Kreitsek é nitidez, sem foco, trabalhando dentro e fora das alucinações com grande constrangimento." Canby encontrou o filme para ter "momentos de beleza estranha", mas acredita que o diretor foi limitado pelo roteiro. O crítico disse: "Tudo continua como fetos e subdesenvolvidos, embora envolta em pretensões enevoadas de grandeza." Ecoando Canby, Roger Ebert do Chicago Sun-Times escreveu: "confuso, filme vagando de Smight nunca chega a entrar em acordo com o que ele quer ser". Ebert apontou deficiências do filme em ser de agir e de personagem, mas não encontrá-los a ser fatal. Ele acreditava que a grande falha do filme foi "insuficiente atenção" para as expectativas do público, distraindo-o com a lógica e a falta de lógica em três histórias do filme. Ele concluiu: "E assim, o filme finalmente não funciona para a mesma razão que quadrinhos Westerns costumam falhar: Porque é arriscado para brincar com um gênero se você não sabe o que está fazendo".
Quando The Illustrated Man foi lançado em DVD em 2006, uma revisão retrospectiva do filme escreveu que a contracultura dos anos 1960 era evidente no filme e que sua representação do futuro não envelheceu bem.

## Remake
Em agosto de 2007, a Warner Bros. contratou o diretor Zack Snyder para refazer The Illustrated Man, e roteirista Alex Tse foi contratado para escrever o roteiro. O remake ainda tem de ser produzido.